# Jan van den Acker
Jean Vincent De Paula (Jan) Van den Acker (Antwerpen, 13 juli 1836 – Rotterdam, 28 augustus 1881) was een Belgisch componist, violist en dirigent.
Hij werd geboren binnen het gezin van tailleur Corneille Vincent vanden Acker en Isabelle Marie Kockx. Hij overleed in een woning aan de Rotterdamse Coolsingel. Hij was getrouwd met Jeannette Franck.
Hij was violist en orkestmeester van de Vlaamse Opera in Antwerpen (Nederlandse Schouwburg). Vervolgens werd hij dirigent van het "Theatre des Variétés" onder Victor Driessens, dat in 1867 Nederland aandeed met Jan de Postrijder met muziek van Van den Acker. Hij speelde ook enige tijd in Parijs en Rotterdam.
Van zijn hand verscheen een aantal zangspelen in het Nederlands:
- Vijf jaar gewacht (1855)
- Een avontuer van Keiser Karl (Une avonture de l’empereur Charles-Quint) (samenwerking met Napoleon Destamberg, 1856)
- Moor en Crispijn (samenwerking met Harry Peter, 1858)
- De dorpsmeeting (samenwerking met Emmanuel Rosseels, 1857)
- De zinnelooze van Ostade (samenwerking met Napoleon Destamberg, 1857)
- Jacob Bellamy (samenwerking met Napoleon Destamberg, 1857)
- Romeo en Marielle (1859)
- Het lied van Margot (1859)
- Rosalinde (samenwerking met Emmanuel Rosseels, 1861)
- Hageroos de geitenwachtster (samenwerking met Napoleon Destamberg, 1862)
- Antoon van Dijck (samenwerking met Emmanuel Rosseels, 1863)
- Koppen en letteren (1866)

Er verschenen ook liederen zoals De bloemenkroon, Zing Fransch of zwijgt, Waak over Belgenland, Madeliefken, Het kanailjelied, Beloften in den wind en Raed eener moeder. In Nederland werd in 1859 uitgevoerd De crinoline rokken op tekst van J. van Rijswijck.
- MusicBrainz: 1dcd36a5-1a96-4562-a1ce-64ab29687221
- Virtual International Authority File: 76152742893127730590